# إيفان إيفانوفيتش ليفكين
إيفان إيفانوفيتش ليفكين (1903 - 1974) (بالروسية: Иван Иванович Левкин) مؤلف موسيقى وشاعر كاريلي سوفيتي، فنان مُكرّم من قبل كاريلو الفنلندية الاشتراكية السوفياتية (1949)، وحاصل على وسام الثقافة في جمهورية روسيا الاتحادية الاشتراكية السوفياتية.

## مسيرته
وُلد لعائلة فلاحية في كاريليان. بعد تخرجه من مدرسة الرعية في سباسكايا جوبا، عمل مُزارعا.
بين سنتي 1925 و1927، اشتغل في صفوف الجيش الأحمر، كما عمل في كتيبة كاريليان جايجر. بين سنتي 1927 و1929 كان عاملا في مصنع أونيغا للجرارات (Онежский тракторный завод).
بين 1929 و1931، درس في كلية لينينغراد كاريليان للدراما. بين 1931 و1935 كان رئيسًا لمجموعة التحريض الفني (Agitprop) في مفوضية التعليم في منطقة كاريليان الاشتراكية السوفياتية المستقلة.
كان ليفكين منظمًا ورئيسا لأكبر المجموعات الكورالية في كاريليا (جوقة بيتروفسكي الشعبية الكاريلية) سنة 1936، وجوقة فيدلوزرسكي الشعبية الكاريلية في عام 1938.
أصيب في الحرب الوطنية العظمى، حيث كان في لواء مشاة البحرية، وتم تسريحه في عام 1945.
سنة 1963، أُحيل على التقاعد. وتوفي سنة 1974.

## أعماله
كتب إيفان ليفكين أكثر من 70 أغنية. هناك ترجمات لأغاني من الروسية إلى الكاريلية.

## روابط خارجية
- في الذكرى المئوية لإيفان ليفكين
- المحفوظات الوطنية لجمهورية كاريليا. إيفان ليفكين
- أقيم مهرجان الأغاني الشعبية كاريليان في موطن إيفان ليفكين
- إيفان ليفكين